# Кабанов, Иларион Георгиевич
Иларио́н (Илларио́н) Гео́ргиевич Каба́нов (псевдоним Ксенос; октябрь 1819, деревня Глотово, Мосальский уезд, Калужская губерния — 4 декабря 1882, Красноборский Иоанно-Предтечев монастырь, Суражский уезд, Черниговская губерния) — российский старообрядческий начётчик, публицист, богослов.

## Биография
В 15 лет ушёл в Лаврентьев монастырь, где, возможно, воспитывался под руководством игумена Аркадия (Дорофеева) (впоследствии епископа Славского).
После разорения монастыря странствовал по многим обителям, некоторое время жил в Покровском монастыре (близ посада Климов Черниговской губернии; в 1847 году передан единоверцам), затем в монастыре Полоса. Вёл иноческий образ жизни, строго выполняя все иноческие правила, но в монахи пострижен не был. Отличался глубокой начитанностью, обладал необыкновенной памятью, для чтения святоотеческих книг в оригинале изучил греческий язык. Работал во многих библиотеках Москвы, Санкт-Петербурга, Киева и других городов.
Подписывал свои произведения псевдонимом «Ксенос» (др.-греч. ξένος — странник). Будучи соавтором «Окружного послания», он особенно тяжело переживал раздор неокружников и связанную с этим сложность своего положения.
Последние 12 лет жизни прожил в совершенном уединении. Умер Красноборском Иоанно-Предтечевом монастыре, что в «Полосе». На его могиле был сооружён массивный чугунный памятник — четырехугольная колонна, навершаемая крестом.
Н. И. Субботин в письмах к Илариону Кабанову называл его «нелицемерно-уважаемым». Он также писал, что «в его лице старообрядчество лишилось одного из самых замечательных людей по уму, познаниям и талантам».

## Сочинения
И. Г. Кабанову принадлежат многие сочинения, в том числе:
- «Устав, или краткое изложение догматов и преданий церковных»
- «Омышление православных христиан»
- «История и обычаи Ветковской Церкви»
- «Краткое соображение учения Святой Церкви и мнения противляющихся оному изучению»
- «Разбор белокриницкого акта 1868 г.»
- «О монархиях: Ассирийской, Мидийской, Греческой и Римской и последовательно исторически о царях греческих и римских» — с толкованием на книгу пророка Даниила.
- «Кратчайшее начертание истории Ветковской Церкви»
- Три письма Иллариона Георгиевича, автора «Окружного послания» (комментированная публикация подготовлена А. Б. Григорьевым) // Вестник ПСТГУ. Москва : Издательство Православного Свято-Тихоновского гуманитарного университета, 2014. - № 3 (53). — С. 99-109